# Porosidad en rocas
La porosidad en rocas refiere a los espacios abiertos dentro de una masa rocosa. Se distingue la porosidad primaria de la secundaria. La porosidad primaria es la de la matriz de la roca o sedimento y la secundaria es la que es producida por fracturas y disolución de parte de la roca o sedimento.
Existen varias medidas de porosidad en las rocas. La más común, y la que se ocupa en este artículo a no ser que indique lo contrario, es el cociente entre el volumen de los poros de la roca y el volumen total de la roca. Otra medida es el cociente entre el volumen de los poros y el volumen de los granos de una roca sedimentaria. La porosidad en rocas se suele expresar como un porcentaje. En los sedimentos y rocas sedimentarias la selección tiende a aumentar la porosidad. Algo parecido ocurre en los sedimentos y rocas no consolidadas donde a mayor proporción de minerales laminares (e.g. minerales de la arcilla, micas) respecto a partículas redondas o angulosas, mayor hay porosidad. A modo general las rocas y sedimentos tienen mayores porosidades en cuanto es menor su tamaño de grano.
La forma de los poros interconectados en relación tránsito de fluidos se denomina tortuosidad de manera que un poro que serpentea o da una vuelta en u tiene alta tortuosidad.
La porosidad de las rocas puede ser un factor determinante para la conductividad hidráulica de estas. La porosidad y el tipo de fluido que llena los poros guarda relación con la densidad de las rocas.
En rocas fracturadas de baja porosidad cambios en el campo de tensión pueden alterar la conductividad hidráulica. La porosidad en las rocas disminuye drásticamente a produndidades de la transición frágil-dúctil en la corteza terrestre.

## Porosidad de depósitos y rocas no consolidadas
La arcilla fresca sin meteorizar tiene porosidades entre 40% y 80%. La turba tiene una porosidad de alrededor de 70%. La arena tiene una porosidad de entre 36% y 45% y la arena arcillosa de entre 45% y 49%. La porosidad de la grava se encuentra entre 25% y 30%.

## Porosidad de rocas consolidadas

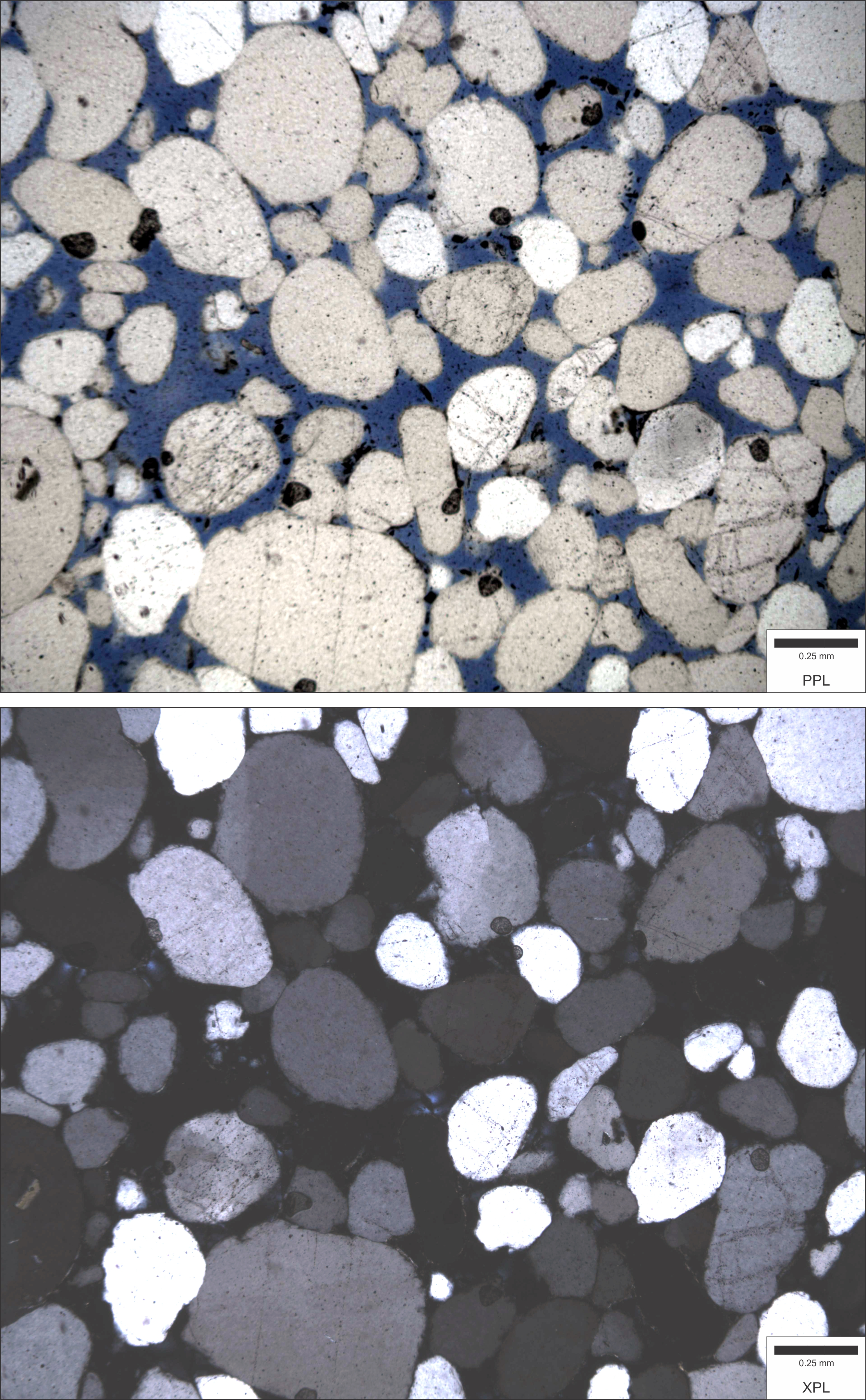
Vista de lámina delgada en microscopio de una arenica con granos de cuarzo. El cuadro de arriba muestra la arenisca con luz polarizada simpele y el de abajo con luz polarazada cruzada. Nótense los poros entre los granos.

Las areniscas que albergan petróleo o gas natural tienden a tener porosidades de entre 5% y 40% (poros/volumen total). La piedra caliza tiene porosidades estimadas en el rango de 0.6% a 16.9%. Sin embargo, la porosidad en rocas carbonatadas, incluida la caliza, puede ser mucha más elevada si se consideran las fracturas que suelen atravesar estas rocas. De hecho, las piedras calizas kársticas tienen porosidades de 5% a 50%.
De manera general se ha indicado la porosidad de rocas ígneas y metamórficas sin fracturas en el rango de 0% a 5%. Dentro de las rocas ígneas sin fracturas se han señalado porosidades de 0.05% a 0.9% para el granito y 0.6% a 1.3% para el basalto. Para el basalto fracturado la porosidad ascendería al rango de 5% a 50%. La sal de roca (un tipo de evaporita) suele formar depósitos sedimentarios prácticamente sin porosidad. Sin embargo, las evaporitas recién formadas tienen porosidades entre 40% y 50%. Si las evaporitas son enterradas en su cuenca sedimentaria la porosidad disminuye por compactación a tal modo que a 500 m de la superficie su porosidad ya es menos de 1%.

## Cálculo de porosidad
La porosidad se puede investigar mediante testigo de roca o in situ en pozo de perforación. Algunas técnicas se basan en la inmersión de muestras en líquidos. Para estos efectos puede ocupar agua o mercurio. Otra técnica se basa en la saturación de muestras en agua al vacío y la posterior medición de su peso durante el secado.
La curva de compactación es un modelo que describe el cambio de porosidad de un material, usualmente un sedimento, a medida que es sepultado en una cuenca sedimentaria.
Actualmente se están desarrollando técnicas de inteligencia artificial para predecir la porosidad de rocas al mismo tiempo que son perforadas para crear un pozo.

## Deformación de rocas y porosidad
La deformación de rocas es determinada por su porosidad entre varios otros factores. Ciertas areniscas y otras rocas altamente porosas y granulares desarrollan bandas de deformación las cuales pueden estar asociadas a fallas. Estas bandas pueden clasificar como bandas de cizalla, bandas de dilatación, bandas de compactación o una mezcla de estos tres miembros extremos.